# Seznam vlajek malajsijských spolkových států

Malajsijská vlajka
Poměr stran: 1:2

Seznam vlajek malajsijských spolkových států představuje přehled všech třinácti spolkových států Malajsie a tří spolkových teritorií.

## Státy
| Umístění | Vlajka | Poměr stran | Územní celek / článek o vlajce         |
| -------- | ------ | ----------- | -------------------------------------- |
|          |        | 1:2         | Johor Johorská vlajka                  |
|          |        | 1:2         | Kedah Kedahská vlajka                  |
|          |        | 1:2         | Kelantan Kelantanská vlajka            |
|          |        | 1:2         | Malakka Malacká vlajka                 |
|          |        | 1:2         | Negeri Sembilan Vlajka Negeri Sembilan |
|          |        | 1:2         | Pahang Pahangská vlajka                |
|          |        | 1:2         | Penang Penangská vlajka                |
|          |        | 1:2         | Perak Peracká vlajka                   |
|          |        | 1:2         | Perlis Perliská vlajka                 |
|          |        | 1:2         | Sabah Sabažská vlajka                  |
|          |        | 1:2         | Sarawak Vlajka Sarawaku                |
|          |        | 1:2         | Selangor Selangorská vlajka            |
|          |        | 1:2         | Terengganu Terengganuská vlajka        |

## Teritoria
Kromě vlajky Federálních území, která byla zavedena 26. května 2006, má každé federální území svou vlastní vlajku.
| Umístění | Vlajka | Poměr stran | Územní celek / článek o vlajce                             |
| -------- | ------ | ----------- | ---------------------------------------------------------- |
|          |        | 1:2         | Federální území Malajsie Vlajka Federálních území Malajsie |
|          |        | 1:2         | Kuala Lumpur Vlajka Kuala Lumpur                           |
|          |        | 1:2         | Labuan Labuanská vlajka                                    |
|          |        | 1:2         | Putrajaya Vlajka Putrajayi                                 |